# George Suckling
 (février 2019).
Si vous disposez d'ouvrages ou d'articles de référence ou si vous connaissez des sites web de qualité traitant du thème abordé ici, merci de compléter l'article en donnant les références utiles à sa vérifiabilité et en les liant à la section « Notes et références ».
George Suckling est un avocat britannique du XVIIIe siècle. En 1776, il devient le premier Juge en chef des Îles Vierges britanniques. 

## Biographie
En 1752, George Suckling se trouve à Halifax en 1752, où il pratique le droit et le commerce en partenariat avec William Nesbitt. Cinq ans plus tard, il se marie à Frances Duport, sa seconde épouse. Il a également été avocat général pour la cour de vice-amirauté. 
Il fait de plus partie de la première Assemblée générale de Nouvelle-Écosse pendant un an à partir de 1758.
En 1764, il devient le premier procureur général de la province de Québec, dirigée à cette époque par James Murray, jusqu'à ce que ce dernier soit relevé de ses fonctions en 1766. Il quitte la Nouvelle-Écosse en 1771.
Son arrivée dans les îles Vierges est retardée par le lieutenant-gouverneur John Nugent. En conséquence, il n'est arrive sur le territoire qu'en janvier 1778. Pendant les dix années qui suivent, il ne vit que sur ces fonds propres n'étant pas payé pour son travail sur l'île. Suckling, frustré et n'ayant plus d'argent, quitte le territoire le 2 mai 1788.

## Réactions diverses
La nomination de Suckling n'a pas remportée l'unanimité dans les îles. En effet, à cette époque, les îles Vierges était  un repaire notoire d'anarchistes et de personnes cherchant à échapper à leur créanciers.
Les intrigues le visant se sont poursuivies après sa nomination, bien que les îles aient obtenu leur propre assemblée législative par proclamation du gouverneur des îles Leeward, le 30 novembre 1773 et une Assemblée générale le 27 janvier 1774. Cependant, il aura fallu à cette assemblée dix ans pour devenir une cour sur le territoire[pas clair].

## Postérité
Bien que Suckling ne soit pas resté longtemps sur les îles Vierges britanniques, ses lettres répétées à la fois au Gouverneur général d'Antigua et à Londres ont pu fournir des informations sur la vie dans les îles de cette époque.  Dans ses lettres, Suckling ne fait pas l'éloge de la population bien qu'il faisait partie du pouvoir judiciaire sur l'île.